# Serpentino (tubo)

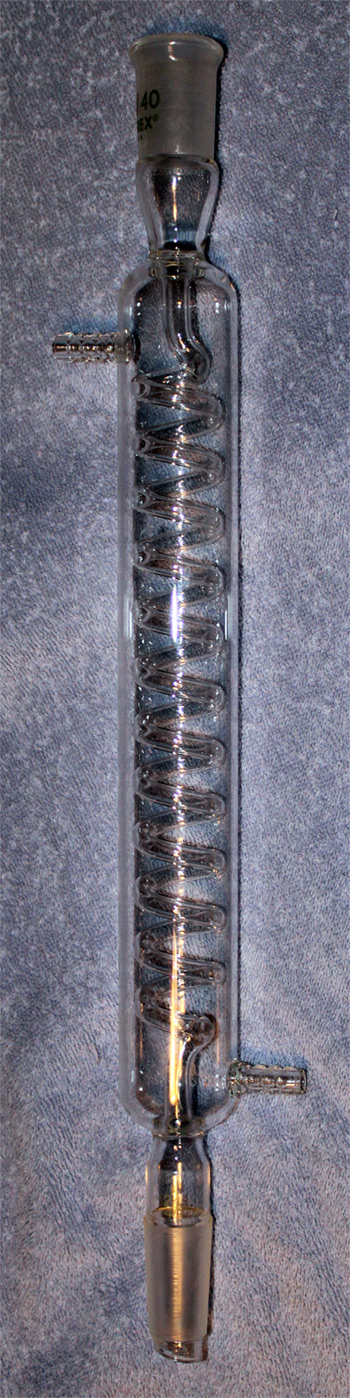
Serpentino in vetro all'interno di un condensatore da laboratorio.

Un serpentino (o serpentina) è un componente di uno scambiatore di calore costituito da un tubo di diametro ridotto e lunghezza elevata avvolto su se stesso. Questo dispositivo permette lo scambio di calore tra il fluido (liquido o gas) che scorre all'interno del tubo e il fluido all'interno del quale si trova il serpentino.
Può essere costruito in diversi materiali tra cui materiale metallico, vetro o materiale plastico e in questo caso raccolto in grandi rotoli.

## Geometria
La geometria del serpentino può essere piuttosto variabile; in particolare il tubo può essere avvolto a spirale cilindrica o più raramente a spirale piana o conica.
La lunghezza del tubo, o meglio l'area della superficie esterna del tubo dipende dalla quantità di calore che è necessario scambiare: a parità di area trasversale, lunghezze più elevate permettono di scambiare un quantitativo di calore maggiore.
Può essere montato in serie per aumentare il quantitativo di calore scambiato o in parallelo per aumentare la portata di fluido elaborata.

## Applicazioni
Le applicazioni del serpentino sono innumerevoli, sia in ambito civile sia in ambito industriale.
Viene usato ad esempio nei compressori alternativi, dove è costituito da un tubo metallico atto a dissipare il calore che si viene a formare a causa della compressione dell'aria.

## Serpentino elettrico

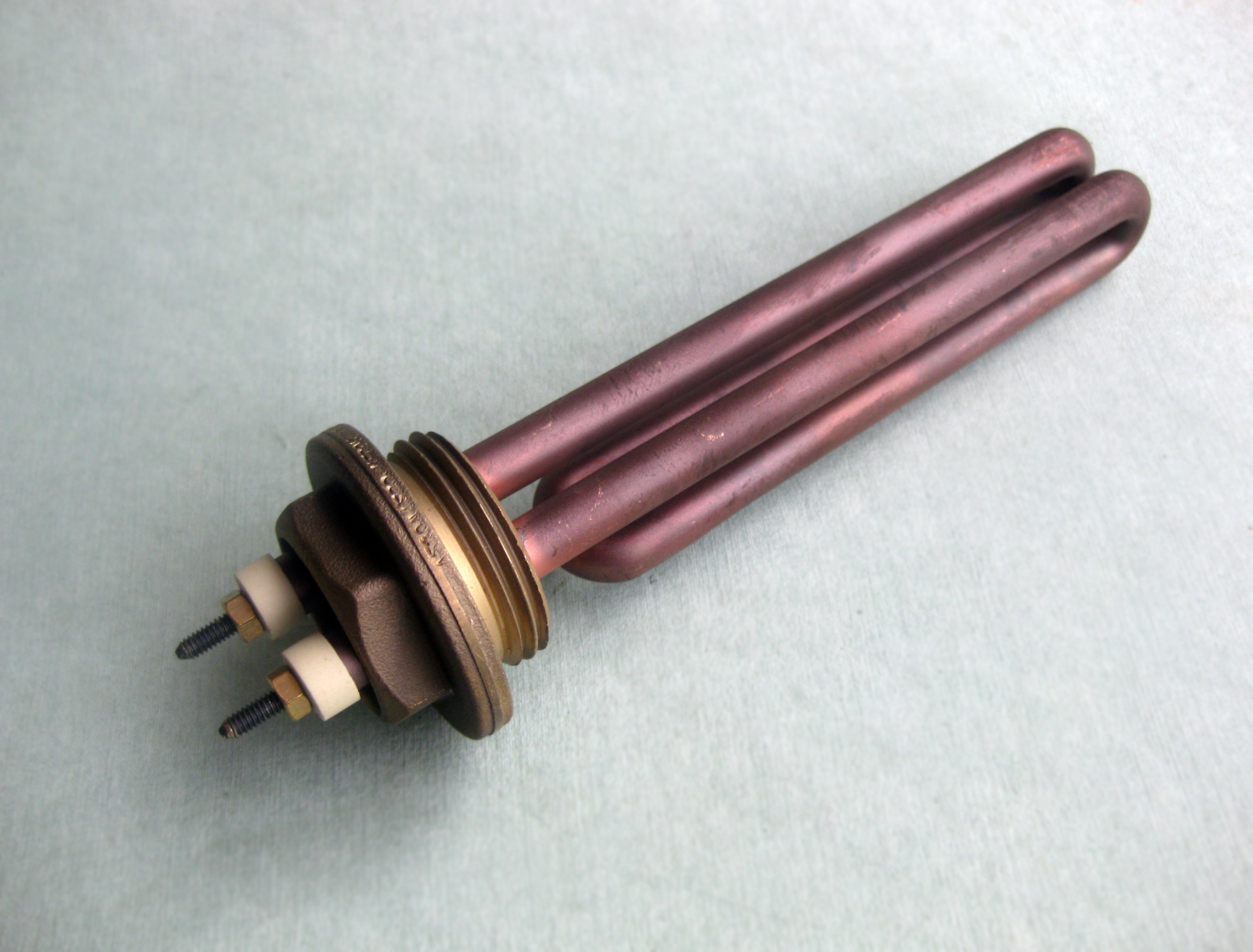
Esempio di serpentino elettrico di riscaldamento.

Con lo stesso nome si indica inoltre un dispositivo elettrico in cui il calore viene generato per effetto Joule: in tal caso la funzione è identica a quella di un normale serpentino di riscaldamento, ma il tubo non è riscaldato da un fluido a temperatura maggiore che scorre all'interno, bensì dalla resistenza opposta al passaggio della corrente elettrica da una fitta spirale in materiale ad alta resistenza elettrica e capace di sopportare le alte temperature (tipicamente in lega di nichel-cromo). La spirale è contenuta nel tubo e in continuità coi due poli esterni cui viene applicata la tensione di rete; la resistenza è isolata elettricamente rispetto alla parete esterna del serpentino e rispetto al corpo del boiler; la superficie esterna del tubo, spesso in lega di rame, isola dall'acqua la resistenza ed il suo isolante e funge da scambiatore di calore di alta efficienza.  
Questo dispositivo è utilizzato ad esempio nel comune scaldabagno elettrico.
Un surriscaldamento del serpentino elettrico, dovuto ad esempio a parziale svuotamento del boiler per perdita d'acqua in assenza di alimentazione idrica, è molto pericoloso perché può portare al danneggiamento del tubo in rame e del materiale isolante, con gravissimo rischio di dispersione di elettricità verso la struttura del boiler e, attraverso le tubazioni di distribuzione, gli utilizzatori. Per questo motivo il tubo di rame è messo elettricamente a terra.